# Tertius Zongo
Tertius Zongo, né le 18 mai 1957 à Koudougou (Haute-Volta, Afrique-Occidentale française ; aujourd'hui, Burkina Faso), est un homme d'État burkinabé, Premier ministre du 4 juin 2007 au 18 avril 2011.

## Biographie
Zongo est né à Koudougou. Son père fut de son vivant pasteur évangélique. Tertius Zongo a donc été très tôt influencé par la religion. Il a été élevé dans le strict respect de la religion. Il a une vaste expérience en économie et en comptabilité. En juin 1995, il est devenu ministre délégué au Budget et à la Planification, sous les ordres du ministre de l'Économie, des Finances et de la Planification. En février 1996, il est devenu porte-parole du gouvernement en plus de son rôle de ministre délégué et il est porte-parole du gouvernement jusqu'en novembre 2000. Son portefeuille a été remplacé par celui de ministre délégué aux Finances et au Développement économique, dirigé par le Premier ministre, en septembre 1996 ; il a ensuite été promu au poste de ministre de l'Économie et des Finances le 10 juin 1997. Il est resté dans ce dernier poste jusqu'en novembre 2000. Le 14 février 2002, il devint ambassadeur aux États-Unis, jusqu'à ce qu'il soit nommé Premier ministre en juin 2007.
Zongo a également exercé les fonctions de gouverneur pour le Burkina Faso auprès de la Banque mondiale, du Fonds monétaire international, de la Banque africaine de développement et de la Banque islamique de développement. En 1992, il a été directeur général de la coopération au ministère des Finances et de la Planification et chef du Département de la coopération multilatérale de 1988 à 1992. Il a également été professeur de comptabilité, d'économie d'entreprise et d'analyse financière à l'université de Ouagadougou. au Burkina Faso. Zongo est titulaire d'une maîtrise en sciences économiques de l'Institut d'administration des entreprises en France.

## Diplômes
- licence et maîtrise en économie, gestion des entreprises, décernée par l'université de Dakar (Sénégal) ;
- DESS d'administration des entreprises, décernée par l'Institut d'administration des entreprises (IAE) de l'université de Nantes (France).

## Carrière professionnelle
- professeur de comptabilité, d'économie des affaires et d'analyse financière, à l'université de Ouagadougou ;
- secrétaire général de la Chambre de Commerce, d'Industrie et d'Artisanat du Burkina Faso ;
- directeur général de l'Office national des céréales ;
- gouverneur pour le Burkina Faso, au sein de la Banque mondiale ;
- gouverneur pour le Burkina Faso, au sein du Fonds monétaire international ;
- gouverneur pour le Burkina Faso, au sein de la Banque africaine de développement ;
- gouverneur pour le Burkina Faso, au sein de la Banque islamique de développement ;
- 1988-1992 : chef du département de la Coopération multilatérale ;
- 1992-? : directeur général de la Coopération, au ministère des Finances et de la Planification ;
- janvier 2002-juin 2007 : ambassadeur du Burkina Faso aux États-Unis.

## Fonctions gouvernementales
- 1995-1996 : ministre du Budget et de la Planification, dans le gouvernement de Roch Marc Christian Kaboré ;
- 1996-1997 : ministre du Budget et de la Planification, dans le gouvernement de Kadré Désiré Ouédraogo,
- 1997-2000 : ministre de l'Économie et des Finances, dans le  gouvernement de Kadré Désiré Ouédraogo ;
- 2000-2001 : ministre de l'Économie et des Finances, dans le  gouvernement de Paramanga Ernest Yonli ;
- 4 juin 2007 : Premier ministre